# 大政
大政是日本江戶時代末年反對維新政府的東北奥羽諸藩所使用的私年號，時間為1868年舊曆六月至九月。

## 西曆干支對照表
| 大政   | 元年     |
| ------ | -------- |
| 西元   | 1868年   |
| 干支   | 戊辰     |
| 公年號 | 慶應四年 |

## 外部連結
- 延寿、大政 (日本の元号) （页面存档备份，存于）
- 「改元漫遊」 - 神奈川県立公文書館 （页面存档备份，存于）。